# Belagerung von Baler
Die Belagerung von Baler (1. Juli 1898 – 2. Juni 1899) war eine Schlacht während der Philippinischen Revolution in der 230 km nordöstlich von Manila im Osten der Insel Luzon gelegenen Stadt Baler. 

## Die Belagerung
In der Schlacht verteidigten 53 spanische Soldaten eine befestigte Kirche, zusammen mit dem spanischen Priester Candido Gómez Carreño gegen zirka 800 philippinische Rebellen. Diese umgaben nach einem erfolglosen, aber verlustreichen Angriff am 30. Juni 1898 die Kirche mit einem Belagerungsring und Schützengräben und versuchten die spanischen Truppen auszuhungern. Aufgrund der Belagerung erfuhren die spanischen Soldaten nicht, dass Spanien den Spanisch-Amerikanischen Krieg verloren und mit dem Pariser Frieden die Philippinen am 13. August 1898 an die USA abgetreten hatten.
Mehrere Versuche, die spanischen Soldaten zur Aufgabe zu bewegen, scheiterten. Sie glaubten den philippinischen Rebellen und auch einem vermittelnden spanischen Offizier nicht und glaubten an eine Falle. Erst nach 337 Tagen erkannte der befehlshabende Offizier der Spanier, dass die Zeitungsmeldungen, die eine Übergabe der Philippinen an die USA beschrieben, wahr waren. Die Zeitungen hatte der vermittelnde spanische Offizier dem Kommandanten übergeben, der diese zuerst aber als Fälschung ablehnte. Nachdem ihm aufgrund von Details klar wurde, dass die Zeitungen keineswegs eine Fälschung waren, ergab er sich den philippinischen Rebellen, die die Spanier mit ihren Waffen abziehen ließen.

## Folgen
Von den ursprünglich 53 spanischen Soldaten starben 14 an Krankheiten, zwei im Gefecht, einer desertierte und zwei Soldaten wurden nach einer erfolglosen Desertion hingerichtet. Alle anderen konnten in ihre spanische Heimat zurückkehren. Nach spanischen Angaben starben zirka 700 Rebellen während der Belagerung. 

## Rezeption
Die Belagerung wurde im spanischen Film 1898. Los últimos de Filipinas von 2016 und mehreren philippinischen Filmen nachgestellt.